# Zapora graniczna
Zapora graniczna – zespół elementów służby granicznej w sile od drużyny do kompanii, rozwinięty na określonej rubieży terenowej z zadaniem zatrzymania ściganych osób.

## Wojska Ochrony Pogranicza
- Zapora może być organizowana na zawczasu rozpracowanej rubieży przewidzianej w planach działania pododdziałów (jednostek) WOP lub doraźnie wyznaczonej rubieży – stosownie do rozwijającej się sytuacji. Rozwijanie zapory na rubieży powinno następować w taki sposób, aby elementy wykonujące najważniejsze zadania wystawiane były w pierwszej kolejności[3].
- W składzie zapory mogą mieć zastosowanie wszystkie rodzaje elementów służby granicznej[b], które wykonują zadanie zgodnie z ustalonymi zasadami w Regulaminie Służby Granicznej cz. I[5].
- Zapora powinna być wyposażona w niezbędną ilość środków transportu i łączności. Dowódca zapory powinien posiadać odwód do wykonania doraźnych zadań w składzie zależnym od sytuacji i posiadanych sił i środków[6].
- Przed wyjściem żołnierzy stanowiących skład zapory na określoną rubież, dowódca zapory stawia żołnierzom zadanie, podając[7]:
  - wiadomości o nieprzyjacielu
  - skład zapory i rubież jej rozwinięcia
  - zadania dla poszczególnych elementów służby
  - sposób i czas rozwinięcia zapory na rubieży
  - pododdziały działające na kierunku zapory i sposób współdziałania z nimi
  - sposób utrzymania łączności pomiędzy elementami zapory
  - sygnały dowodzenia i współdziałania.
- Do obowiązków dowódcy zapory należy w szczególności[8]:
  - zapewnić rozmieszczenie elementów zapory w ściśle określonych miejscach zwracając uwagę na maskowanie żołnierzy
  - ustalić zasady współdziałania i porozumiewania się między elementami służby i pododdziałami
  - zapewnić dopływ informacji o ściganych osobach
  - meldować niezwłocznie przełożonym o uzyskanych informacjach oraz o zatrzymaniu osób podejrzanych.
- Zapora udaje się na wyznaczoną rubież w całości lub poszczególnymi elementami i rozwija się do działań na określoną głębokość. W każdym przypadku zapora powinna rozwijać się do działań przed osiągnięciem rubieży rozwinięcia przez ścigane osoby. Żołnierze zapory pełnią służbę na wyznaczonej rubieży do czasu zmiany lub do odwołania[9].